# دونگا بادانگا
دونگا بادانگا (به صربی: Donja Badanja) یک منطقهٔ مسکونی در صربستان است که در لوزنیسا واقع شده‌است. دونگا بادانگا ۳۸۱ نفر جمعیت دارد و ۱۸۰ متر بالاتر از سطح دریا واقع شده‌است.